# Kopplorna
Kopplorna är en grupp av relativt små öar inom Sommaröarna i Esbo stad, Finland. Öarna består av Malmkopplan, Högkopplan, (på en del tidiga kartor Torrkopplan) Träskkopplan och Hamnkopplan.
Varifrån namnet härstammar har man inte med säkerhet kunnat utreda. Tidigare kartor stavar det ibland "Kopno" och någon gång "Kopnoholmarne", och någon etymolog visar på något norskt ord, koppul, som skulle betyda ungefär puckel, andra menar att det skulle vara ett estniskt, koppel, kommet från plattyskan, som betyder betesmark. Finskspråkiga sommargäster har på 1990-talet börjat kalla dem "Koppelosaaret", vilket skulle betyda "Tjäderhöneholmarna". Det namnet har dock ingen historisk grund.

## Historia
De tidigaste säkra omnämnandena om inbyggare kommer från omkring 1850 då två hus dyker upp på kartorna, och man vet enligt sägen att det var en fiskaränka med sin son som bosatte sig där. Hon torde ha haft två kor och några mindre husdjur, och livnärde sig främst på fiske. De arrenderade torpet av Moisö gård, och byggde sina hus på Malmkopplan vid den goda hamnviken som bildas i lä av Hamnkopplan. Sonen äktade en av döttrarna från gården och byggde ett hus bredvid moderns. De fick ett försvarligt antal barn, och som mest bodde och verkade ett dussintal människor av de två familjerna på ön. I mitten av 1950-talet hade de flesta flyttat bort, och den sista av familjen som bodde på Sommaröarna (på Ramsö), avled 1998.

## Topografi
Öarna är ganska låga, och sunden mellan de tre ostligaste är så smala att man med lätthet har upprättat gångbroar emellan, som man nätt och jämnt kan ta sig under med kajak. Den ostligaste, Hamnkopplan, är rätt klippig och skogbeväxt, så den har aldrig haft någon agrikulturell betydelse. Malmkopplan är störst och har några ängar som kunnat ge magert bete åt änkans kor och kanske plats för ett potatisland. Hamnviken är väldigt grund, så några större båtar har inte kunnat anlöpa. Träskkopplan är som namnet antyder låg, nästan sank. Dock med ett högt berg (Höga Berget) i nordväst. Den västligaste, Högkopplan, som är högst, köptes redan på förra halvan av 1900-talet av det finska statliga radiobolaget YLE (dåförtiden Finlands Rundradio) för personalens rekreation, och är i livlig användning under somrarna. De kallar den själva för "Suvisaari" ("Sommarön") vilket ibland leder till en del förvirring, då samlingsnamnet på arkipelagen är Sommaröarna.

## I dag
I dag finns på Kopplorna enbart fritidsbebyggelse. Förutom radiobolagets stugby, ett tiotal villor på Malmkopplan och fyra-fem stugor med tillhörande ekonomibyggnader på Träsk- och Hamnkopplorna.